# Копли
 Тази статия е за града в Съединените щати.  За гробището в Естония вижте Копли (гробище).  
Копли (на английски: Copley) е град в североизточната част на Съединените американски щати, щата Охайо, окръг Съмит.
Разположен е на 306 метра надморска височина на Апалачкото плато, на 10 километра западно от центъра на Акрън и на 42 километра южно от Кливланд. Селището е наречено на моминското име на съпругата на местен земевладелец. Традиционно земеделско, в последните десетилетия то се превръща в жилищно предградие на Акрън.

## Известни личности
Родени в Копли
- Кери Кун (р. 1981), актриса